# Fred Nolf
Fred Nolf (Hoboken, 8 januari 1945 - Beveren 13 maart 2013) was gemeentesecretaris van Hoboken (toen nog een zelfstandige gemeente), en na de fusie van 1 oktober 1983 stadssecretaris van Antwerpen.
Nolf begon zijn carrière in de jaren 1960 als onderwijzer. Na tien jaar in het onderwijs werd hij ambtenaar in Hoboken, waar hij in 1975 gemeentesecretaris werd. Na de fusie met Antwerpen werd Nolf districtsverantwoordelijke voor Hoboken, nadien adjunct-stadssecretaris van Antwerpen en in 1990 werd hij ten slotte stadssecretaris van Antwerpen.
In 1997 werd Nolf verkozen tot overheidsmanager van het jaar, nadat hij de Antwerpse administratie had gereorganiseerd. Fred Nolf was gehuwd met Diana Coppens. 
Nolf nam ontslag in 2003 nadat hij werd vernoemd in de Visa-affaire. Hij werd in de pers en in de gemeenteraad zwaar op de korrel genomen De meeste beschuldigingen, waaronder schriftvervalsing en misbruik van kredietkaarten werden uiteindelijk niet hard gemaakt en Nolf werd hiervoor vrijgesproken. Hij werd wel veroordeeld tot vijf maanden en een geldboete, beide met uitstel, omdat hij privé-aankopen had gemaakt met gelden van een stedelijke vzw. Nolf noemde de hele Visa-affaire een politieke afrekening om het ontslag te bekomen van toenmalig burgemeester Leona Detiège.
Na zijn ontslag verhuisde Nolf naar Sint-Niklaas. Hij overleed daar na een slepende ziekte.